# Medaglia per il giubileo del 1925
La medaglia per il giubileo del 1925 venne istituita da papa Pio XI nel 1925.
La medaglia venne istituita per commemorare l'apertura dell'anno santo del 1925.

## Insegne
La medaglia consiste in un tondo di bronzo riportante sul diritto il volto di Pio XI con tiara e mantellone, rivolto verso destra, attorniato dalla legenda "PIVS XI PONT. MAX. ANNO JVBILAEI". Il rovescio riporta a tutto campo la scena dell'apertura della Porta Santa della Basilica di San Pietro a Roma, sotto la quale vi è la scritta "ROMAE MCMXXV".
Il nastro era bianco e giallo a riprendere i colori della bandiera pontificia.